# Sphyraena ensis
Sphyraena ensis е вид бодлоперка от семейство Sphyraenidae. Видът не е застрашен от изчезване.

## Разпространение и местообитание
Разпространен е в Гватемала, Еквадор, Колумбия, Коста Рика, Мексико, Никарагуа, Панама, Перу, Салвадор, САЩ, Хондурас и Чили.
Среща се на дълбочина от 1 до 118 m, при температура на водата от 14,2 до 27,3 °C и соленост 34,3 – 36 ‰.

## Описание
На дължина достигат до 1,3 m, а теглото им е не повече от 9520 g.